# Lễ cưới (người Pu Péo)
Lễ cưới là một nghi lễ của đồng bào dân tộc Pu Péo. Cưới xin có nhiều bước.
Hôm đón dâu, phù dâu phải cõng cô dâu ra khỏi cổng để theo đoàn nhà trai về. Trong bữa cơm cúng tổ tiên, thức ăn để trên nong, cả nhà cùng dâu rể phải ăn bốc. Lễ lại mặt tiến hành nhiều lần, sau ngày cưới 3,7, 13, 30 ngày.